# 12085 Susanmoore
12085 Susanmoore eller 1998 HV19 är en asteroid i huvudbältet som upptäcktes den 18 april 1998 av LINEAR i Socorro County, New Mexico. Den är uppkallad efter Susan Moore.
Asteroiden har en diameter på ungefär 2 kilometer.